# Sjoerd Idzenga
Sjoerd Idzenga (* 11. Mai 1988 in Heerenveen) ist ein niederländischer Eishockeytorwart, der bei den Heerenveen Flyers unter Vertrag steht und seit 2015 in der belgisch-niederländischen BeNe League spielt.

## Karriere

### Club
Sjoerd Idzenga begann seine Karriere als Eishockeyspieler bei den Heerenveen Flyers in seiner friesischen Geburtsstadt. In der Spielzeit 2006/07 debütierte er in der niederländischen Ehrendivision, wurde aber in den Folgejahren auch immer wieder in der zweiten Mannschaft des Klubs in der Ersten Division eingesetzt. Seit 2015 spielt er mit seinem Team in der neugegründeten belgisch-niederländischen BeNe League. In deren Premierensaison erreichte er mit den Flyers das Playoff-Endspiel gegen HYC Herentals aus Belgien, das aber verloren ging. Als beste niederländische Mannschaft erhielten die Friesen aber den niederländischen Meistertitel. Zudem gewann Idzenga mit seinem Team 2016 auch den Dutch Beker Cup. Persönlich wurde er als bester niederländischer Torhüter mit der Gobel-De-Bruyn-Trofee ausgezeichnet. 2017 konnte er mit Heerenveen dann sowohl die BeNe League, als auch die niederländische Meisterschaft gewinnen.

### Nationalmannschaft
Idzenga nahm für die Niederlande im Juniorenbereich an den U18-Weltmeisterschaften 2005 und 2006 sowie der U20-Weltmeisterschaft 2007 jeweils in der Division II teil. 
Im Kader der Herren-Nationalmannschaft stand er erstmals bei der Weltmeisterschaft der Division II 2016, als er mit der besten Fangquote und dem geringsten Gegentorschnitt des Turniers maßgeblich zum Aufstieg der Oranjes in die Division I beitrug und auch zum besten Spieler seiner Mannschaft gewählt wurde. Daraufhin spielte er 2017 in der Division I.

## Erfolge und Auszeichnungen
- 2016 Niederländischer Meister und Pokalsieger mit den Heerenveen Flyers
- 2016 Gobel-De-Bruyn-Trofee als bester niederländischer Torhüter
- 2016 Aufstieg in die Division I, Gruppe B, bei der Weltmeisterschaft der Division II, Gruppe A
- 2016 Beste Fangquote und geringster Gegentorschnitt bei der Weltmeisterschaft der Division II, Gruppe A
- 2017 Gewinn der BeNe League und niederländischer Meister mit den Heerenveen Flyers